# Ciudad-Estado
Una ciudad-Estado o ciudad-estado es una ciudad que conforma la totalidad del territorio de un Estado soberano o de un estado correspondiente a la división territorial de un país. En el caso de las ciudades-Estado soberanas, son actualmente tres los territorios que cumplen con esta definición: la Ciudad del Vaticano, Mónaco y Singapur.

## Definición y ortografía
En español, la palabra «estado» que forma parte del término puede escribirse con inicial mayúscula o minúscula, según el caso:
- En mayúscula, cuando se trata de las ciudades-Estado que son naciones soberanas, tratándose por tanto de Estados propios.[4][5]
- En minúscula, en el caso de las ciudades-estado que forman parte de la división territorial de ciertos países,[6] siguiendo la norma general para todos los estados de este tipo.[7][8]

En cuanto al guion, según la RAE se puede prescindir de él, aunque en la práctica se suele usar en la mayoría de los casos.
Todas las ciudades-Estado son también micro-Estados, limitándose su extensión al tamaño de la ciudad que las conforma. Algunas veces se trata del núcleo urbano junto con las zonas colindantes, como es el caso de Singapur (que además ocupa el territorio de la isla homónima e islas menores), y en otras se trata de parte de un núcleo urbano más extenso, como es el caso de Mónaco, con extensiones urbanas francesas al otro lado de la frontera (conformada por calles conjuntas), o el Vaticano, que está plenamente integrado en el entramado urbano de Roma.
Todas las ciudades-estado (en minúscula) son ciudades autónomas e independientes, pero no todas las ciudades autónomas y las ciudades independientes son ciudades-estado. En el caso de España, las ciudades autónomas de Ceuta y Melilla tienen la misma consideración que las comunidades autónomas, y debido a que estas últimas se consideran en muchos idiomas una división territorial equivalente a la de un estado federado, ambas ciudades reciben en algunos idiomas (como inglés o alemán) la consideración de ciudad-estado. También el cargo de alcalde-presidente (empleado en ambas ciudades) es un cargo que en dichos idiomas corresponde al dirigente de una ciudad-estado.

## Ciudades-Estado de la actualidad

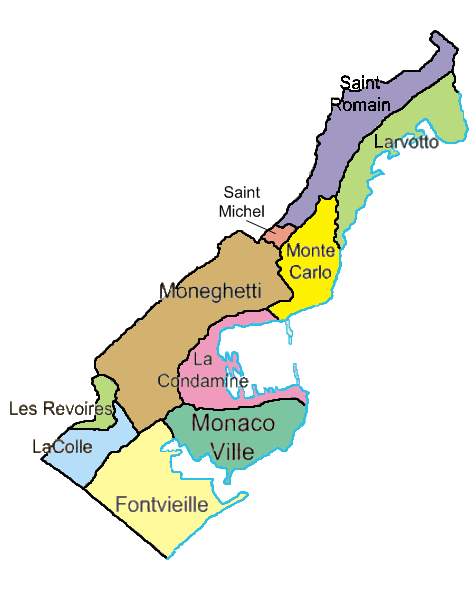
Los 10 barrios de Mónaco

#### Mónaco
Mónaco es el principado más pequeño de Europa, así como el segundo país más pequeño del mundo, tras la Ciudad del Vaticano. El estado consiste en una sola municipalidad (commune). No hay distinción geográfica entre el Estado y la Ciudad de Mónaco. No obstante, las responsabilidades del Gobierno (nivel estándar) y las de la Municipalidad (nivel municipal) son diferentes. Mónaco ha sido gobernado por una monarquía desde el medievo, la cual se convirtió en constitucional en 1911, con el príncipe como jefe de Estado. La rama ejecutiva consiste en un ministro de Estado (jefe de Gobierno), quien preside un gabinete (Consejo de Gobierno) de 6 miembros. El ministro del Estado es un ciudadano francés designado por el príncipe, que lo elige entre candidatos propuestos por el Gobierno de Francia, que se encarga de los asuntos de defensa y seguridad del principado.

#### Singapur

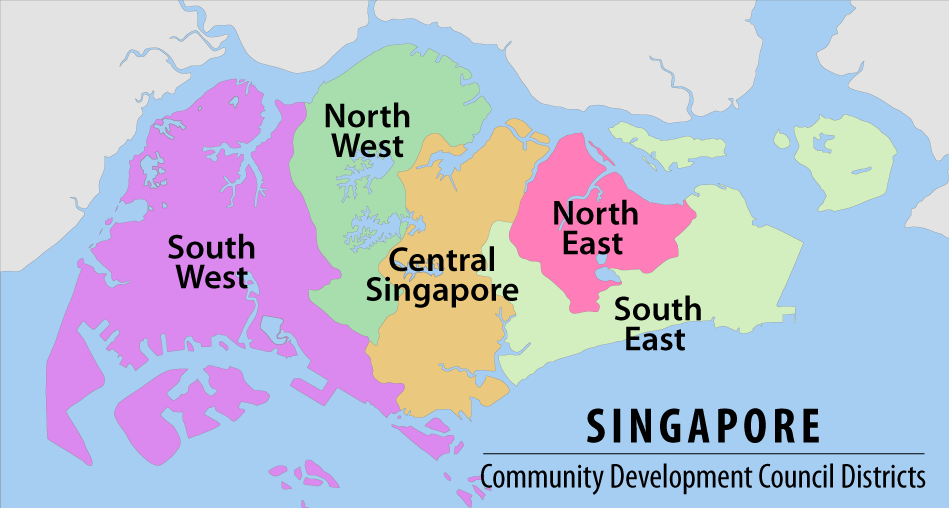
Los cinco Consejos de Desarrollo Comunitario

Singapur, oficialmente la República de Singapur (en inglés: Republic of Singapore; en chino: 新加坡共和国, Xīnjīapō Gònghéguó; en malayo: Republik Singapura; en tamil: சிங்கப்பூர் குடியரசு, Siṅkappūr Kuṭiyarasu) es un país soberano insular de Asia, formado por sesenta y tres islas, cuya forma de gobierno es la república parlamentaria. Su territorio se divide en cinco Consejos de Desarrollo Comunitario. Su capital es la Ciudad de Singapur, por lo que Singapur se considera una ciudad-Estado.
Está situado al sur del estado de Johor en la península de Malasia y al norte de las islas Riau de Indonesia, separada de estas por el estrecho de Singapur. Con 707,1 km², es el país más pequeño del sudeste asiático.
Se trata del cuarto centro financiero más importante del mundo y juega un papel preponderante en el comercio internacional y la economía mundial. Además, es el segundo país con más densidad de población en el mundo, después de Mónaco.

#### Ciudad del Vaticano

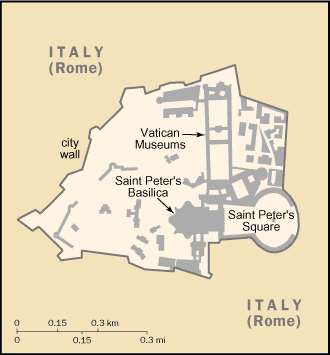
Mapa de la Ciudad del Vaticano

La esencia del Estado de la Ciudad del Vaticano se fundamenta en su unión con la Santa Sede, de manera que el papa es a la vez cabeza suprema de la Iglesia católica y jefe de Estado del Estado de la Ciudad del Vaticano. En consonancia con esta doctrina, la Ciudad del Vaticano es el único territorio europeo que explícitamente defiende su carácter de teocracia.
Formalmente la Ciudad del Vaticano se autodefine como una monarquía absoluta, cuyo monarca, el sumo pontífice, tiene plenos poderes legislativo, ejecutivo y judicial. Es también una teocracia electiva, en la que la elección del papa corresponde al Sacro Colegio Cardenalicio (cuyos miembros son designados por los anteriores pontífices), reunido en Cónclave, según las actuales disposiciones de la Constitución Apostólica Universi Dominici gregis, promulgada por Juan Pablo II el 22 de febrero de 1996 y modificada por Benedicto XVI en junio de 2007. Sólo el colegio cardenalicio de la Iglesia católica tiene derecho a voto.
El Estado de la Ciudad del Vaticano consta de los palacios vaticanos con sus jardines, cuya extensión aproximada es de unas 44 hectáreas y sobre la que ejerce total soberanía, y de otros edificios y lugares, tanto en la ciudad de Roma como en el resto de Italia, que gozan del derecho de extraterritorialidad. Entre ellos, cabe destacar la residencia estival de los papas, el Palacio de Castel Gandolfo con sus jardines, cuya extensión ronda las 55 ha, y que dista unos 34 km de la Urbe; las basílicas patriarcales de San Juan de Letrán, Santa María la Mayor y San Pablo Extramuros, varios edificios más en la ciudad de Roma: la Cancillería Apostólica, el palacio de San Calixto en el Trastévere, la Curia General de los Jesuitas, el Vicariato y el palacio de Propaganda Fide, entre otros, así como el Centro Televisivo de Santa María de Galería.

## Ciudades-estado modernas

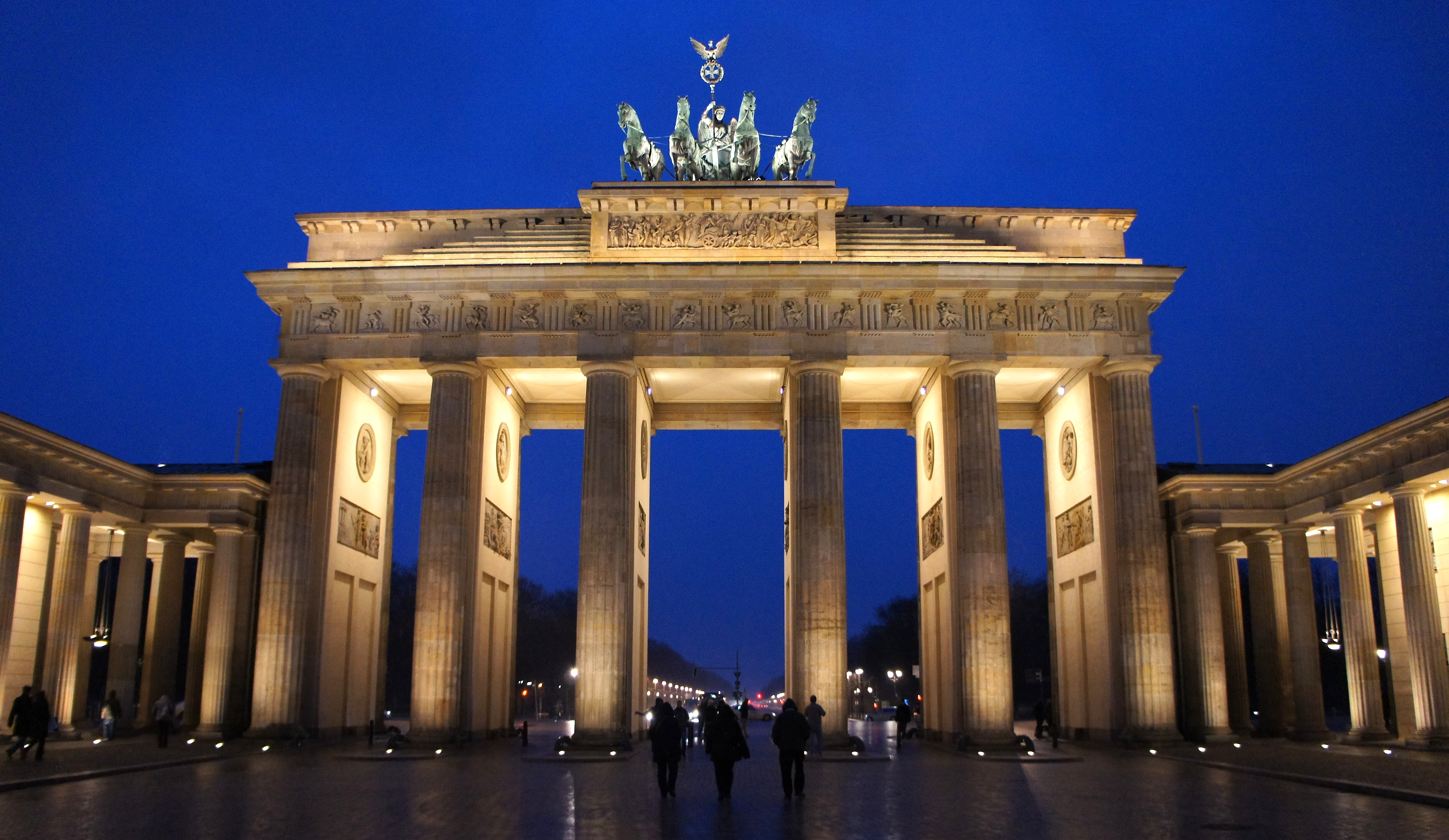
Berlín se constituye como un estado de Alemania (pero no es una ciudad-Estado), y se encuentra rodeada territorialmente por el estado federado de Brandeburgo.

Corresponden a ciudades que, si bien son parte de un país y no poseen soberanía propia, tienen competencias y libertades respecto del Gobierno central y disponen de constitución política propia (con distintos nombres), con sus leyes regionales y autoridades ejecutivas, legislativas y judiciales; también suelen contar con sus propias fuerzas del orden. En este aspecto no son distintas a otros estados, con la diferencia de que muchas veces la autoridad municipal (alcaldía) y la autoridad regional (gobierno local) son uno, por lo que el presidente del gobierno local desempeña también el papel del primer edil (aunque el ayuntamiento y la sede del gobierno suelen estar separados). Algunas ciudades-estado actúan además como sede del Gobierno de su país, y por tanto reúnen tres niveles distintos de instituciones: las nacionales, las regionales y las municipales.
| Ciudad-estado                                           | Nombre de la entidad nacional                        | Forma de gobierno                                |
| ------------------------------------------------------- | ---------------------------------------------------- | ------------------------------------------------ |
| Berlín Bremen Hamburgo                                  | Alemania Oficialmente: República Federal de Alemania | República federal                                |
| Viena                                                   | Austria Oficialmente: República de Austria           | República federal                                |
| Basilea                                                 | Suiza Oficialmente: Confederación Suiza              | República federal                                |
| Ciudad de México                                        | México Oficialmente: Estados Unidos Mexicanos        | República federal                                |
| Moscú San Petersburgo Sebastopol (territorio disputado) | Rusia Oficialmente: Federación de Rusia              | República federal semiparlamentaria              |
| Según algunas acepciones:                               |                                                      |                                                  |
| Ceuta Melilla                                           | España Oficialmente: Reino de España                 | Monarquía parlamentaria (federación sui géneris) |

## Historia de las ciudades-Estado

### Ciudades-Estado de Mesopotamia

Situación de las ciudades de la antigua Mesopotamia

Mesopotamia ha sido considerada como el caso más temprano y más representativo de la constitución de una sociedad urbana y estatal, la cual se gestó con base en un proceso de urbanización, mediante el cual gran parte de la población abandonó las comunidades locales para concentrarse en los centros mayores en la última fase de la secuencia predinástica; dicho proceso urbanizador continuó durante el periodo del dinástico temprano (ca. 2900-2350 a. C.), en el que además las capitales de las nacientes ciudades-estado de Sumeria se constituían en centros amurallados.
Dentro del enfoque tradicional, se caracterizó a la sociedad dinástica temprana de Mesopotamia como altamente centralizada, cuyas instituciones centrales controlaron virtualmente cada uno de los aspectos de la vida social, económica y política de las ciudades-Estados respectivas. Tanto de los estudios filológicos de los registros escritos plasmados en miles de tabillas de arcillas, así como en monumentos, como del hecho de que los arqueólogos se habían centrado en la excavación de los complejos monumentales en los sitios urbanos principales, resultó una imagen de una sociedad cohesionada por medio de un orden teocrático cuasi omnipotente. Además, se había concebido al acervo de los documentos cuneiformes de las instituciones centrales como representativo de todo el ámbito de las actividades realizadas por las mismas.

### Ciudades-Estado de la Antigua Grecia

Mapa de la Liga de Delos en 431 a. C., al inicio de la guerra del Peloponeso.

Durante la Época Oscura (1100 a. C.-800 a. C.), destruida la civilización micénica, los griegos
se organizaron en pequeñas comunidades agropecuarias o aldeas con independencia política unas de otras, una vez liberadas del control al que estaban sometidas por parte de las castas militares gobernantes y el palacio-fortaleza micénicos. Esas aldeas asentadas en torno a núcleos fortificados con fin defensivo, andando el tiempo se convertirán en el precedente directo de las ciudades-estado o polis.
En efecto, a partir de la Época Arcaica (800 a. C.-500 a. C.) en casi toda la Antigua Grecia, aquellas aldeas más próximas, por ejemplo, las que ocupaban un mismo valle o que mantenían relaciones comerciales o religiosas más fluidas, acabaron agrupándose en una unidad política: la ciudad-estado o polis. El fenómeno por el que se reúnen en una sola y única ciudad pequeñas aldeas y comunidades agrarias antes desligadas entre sí es conocido como sinecismo. Colaboró en este proceso lo accidentado del terreno que habitaban, cuajado de valles en el interior y de unas recortadas costas, atestadas de cabos, golfos e islas en el litoral. Desde la Época Arcaica, las polis que configuraron la Hélade evolucionaron unas hacia regímenes democráticos, otras hacia regímenes aristocráticos, o hacia sistemas más militaristas.
Emergieron dos polis que fueron punto de referencia y admiración: Atenas, que inicia un camino hacia un sistema democrático, y Esparta, al sureste del Peloponeso, que va imponiendo poco a poco un régimen militarista. Son dos modelos de organización social con valores muy diferenciados.
Cada ciudad-estado era soberana en lo jurídico y contaba con sus propios recursos económicos. En términos generales, estos pequeños estados siguieron una evolución política que los llevó desde la monarquía a la república democrática, pasando por la república aristocrática, plutocrática u oligárquica, la dictadura legal, la tiranía. El caso más claro es la evolución de Atenas, evolución que ha servido como modelo político de referencia para las sociedades occidentales, las cuales han tendido a reproducir el esquema evolutivo griego.

### Ciudades-Estado de la civilización maya
Los mayas, esparcidos por el norte de Centroamérica y la península de Yucatán, tuvieron un sistema de ciudades-estado similar al de los griegos, siendo de las más importantes Chichén-Itzá, Uxmal, Palenque y Calakmul en México, Copán en Honduras, así como Tikal y El Mirador en Guatemala.

División de las ciudades-Estado mayas en el, según Ralph Roys.

Después de la destrucción de Mayapán (1451), la península de Yucatán se fragmentó en 16 o 17 provincias independientes llamadas kuchkabal. Cada kuchkabal tenía su capital, donde residía el halach uinik (hombre verdadero), quien tenía autoridad militar, judicial y política. Cada kuchkabal se dividía en batabilo ‘ob (batabil, en singular) que estaban regidas por funcionarios de alto rango, llamados batabo ‘ob (batab, en singular). Los batab le rendían fidelidad al halach uinik y a veces eran sus familiares. A su vez, el batabil estaba dividido en varias kuchkteel o unidades residenciales. Esta unidad organizativa residía en un pueblo y estaba dividido en familias extensas. Sus líderes se reunían en un consejo para solucionar los asuntos de gobierno y, según parece, el batab también formaba parte de ese consejo. Los consejos de cada batabil estaban integrados por los representantes de los intereses de las familias: ah k’ ulo ‘ub (ah k’ ul, en singular) y los representantes nombrados por el batab: ah kuch cabo ‘ob (ah kuch kob, en singular). Los kuchtabal de Hocabá-Homún y Calotmul no tenían batabes, sino que el segundo nivel de gobierno era ejercido por los holpop, funcionarios nombrados por las cabezas familiares de las kuchteelo ‘ob.
El halach uinik era el dirigente máximo de cada kuchkabal. Le seguía en categoría el ahaw kan may o ah k’in may. Los sacerdotes regulares se llamaban ah k’in, los sacrificadores, ah nakom, los que profetizaban, chilan, otros sacerdotes de menor grado, chako’ob y en el Yucatán moderno son los hmen. Los líderes o capitanes guerreros se llamaban nakom, aunque el batab también tenía alto rango militar.
En las tierras altas de Guatemala, el gobierno quiché estaba a cargo de los ah pop y el gobierno de los cakchiquel a cargo de cuatro funcionarios llamados ago, aunque tan solo dos de ellos ejercían el poder efectivo: el ahpotsots’il y el ahpoxahil.

#### Caída de las ciudades-Estado mayas
Después del apogeo de las ciudades mayas cesaron actividades socioculturales:
Uaxactún: paredes inconclusas del último edificio.
Copán: dejó de levantar monumentos jeroglíficos 800 d. C., según las últimas inscripciones encontradas en el sitio.
Quiriguá, Piedras Negras y Edzná en Campeche: las últimas inscripciones datan de 810 d. C.
Tila: 830 d. C. colapsa. 
Oxkintok: última fecha encontrada del año 849 d. C.
Las ciudades que presentaron resistencia hasta 889 d. C. fueron: Seybal, Jimbal, Uaxactún, Xultún y Chichén Itzá.

### Ciudades-Estado medievales

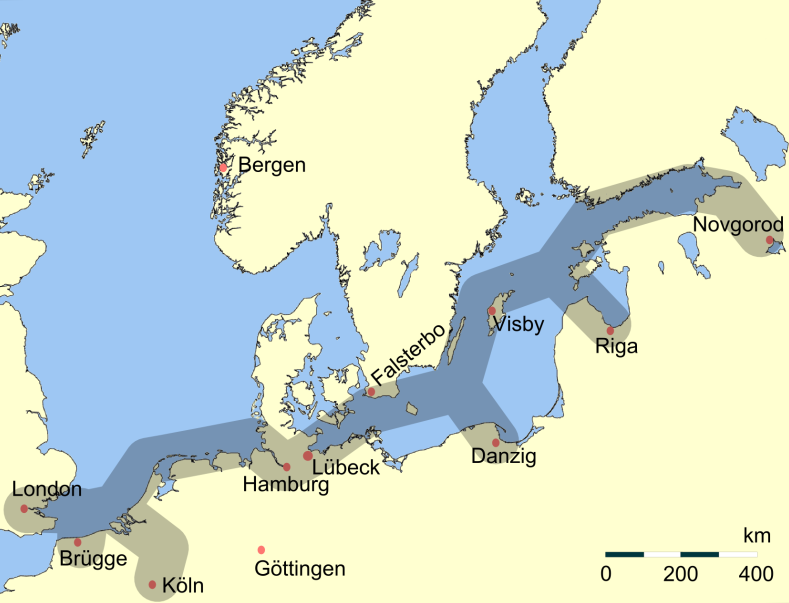
Principales rutas de la Liga Hanseática.

Durante la Baja Edad Media, algunas ciudades alcanzaron la categoría de verdaderas ciudades-Estado, las cuales, gracias al desarrollo del comercio y de la burguesía favorecido por la debilidad del feudalismo y del poder imperial alemán, alcanzaron dicho estatus en el norte de Italia y en torno a vías fluviales importantes (los ríos Rin, Elba, etc.) y en torno al mar del Norte y el mar Báltico. Si bien Venecia se demostró como ciudad-Estado desde la Alta Edad Media, fue entre los siglos XII al XVII que este sistema organizativo alcanzó su mayor auge: se destacaron en Italia Milán, Florencia, Génova, Pisa, Bolonia, Amalfi. En el resto de Europa destacaban Brujas, Gante, Lübeck, Rostock, Wismar, Stralsund, Greifswald, Stettin, Gdańsk, Elbing. En estas ciudades la burguesía se instaló rápidamente en el poder y organizó a sus ciudades en ligas llamadas "hansas", encargadas de promover y proteger el comercio y las rutas por los que fluía. La "Liga Hanseática" fue su expresión más importante. Por lo general formaban pequeñas repúblicas oligárquicas y plutocráticas, y en Italia, a finales de la Edad Media y comienzos de la Moderna, estaban gobernadas por poderosas familias nobles que ejercieron la tiranía (Sforza, Visconti, Médici, etc.). Su decadencia política comenzó al ser paulatinamente absorbidas por los Estados absolutistas de la Edad Moderna y al ser dejadas de lado por el gran comercio transatlántico.
En el este la influencia bizantina sobre las Gorod o ciudades - mercado de los comerciantes suecos comenzó ya en el siglo X. Esta influencia resultó importante para el desarrollo de la cultura rusa y la consolidación de sus entidades políticas, en especial después de la difusión del cristianismo ortodoxo.
Muchas de estas ciudades llegaron a controlar territorios extensos, formando verdaderos reinos o Estados alrededor del centro urbano original (por ejemplo, el Gran Ducado de Moscú).

### En la Edad Moderna
La toma de Constantinopla por los turcos (1453) marca el fin de la Edad Media y el desarrollo de la navegación y del comercio, primero en Europa y Asia y ya en el siglo XVI, en América. Las ciudades-Estado europeas crecieron en importancia económica, con algunas excepciones, como es el caso de Venecia, ciudad cuyo comercio con los países asiáticos (las Molucas, que eran las islas de las especias; India, China, Japón) se vio fuertemente afectado por la barrera que representaba el Imperio Turco en el Oriente Medio.
Por su parte, los turcos desarrollaron una zona de influencia cultural y económica sobre un territorio muy extenso a partir de su capital, la antigua Constantinopla (hoy Estambul), sobre el estrecho del Bósforo entre los continentes europeo y asiático.

### Las ciudades americanas
Un caso especial de ciudades que aparecieron en la Edad Moderna lo constituyen las nuevas ciudades americanas, tanto las que fundaron los españoles primero, como las fundadas por otros países europeos después (Portugal, Francia, Inglaterra, Holanda). La fundación de las ciudades hispánicas en América dio lugar a la formación de verdaderos Estados coloniales o provincias que, aunque constituían el centro de la producción económica de una zona más o menos extensa, no podían comerciar entre sí (la exportación de cacao venezolano a México en el siglo XVIII constituyó una excepción).
Las distintas provincias hispanoamericanas surgían en torno a la fundación exitosa de una ciudad que servía para organizar a su territorio desde el punto de vista político y económico. Sin embargo, es justo reconocer que, aunque las ciudades hispanoamericanas tenían ciertas funciones similares a las que tenían las ciudades-Estado, presentaban algunos caracteres distintos, por lo que no pueden ser consideradas, en sentido estricto, dentro de dicha categoría.

### La transformación de las ciudades-Estado
Muchas ciudades-Estado se transforman para modernizar y así garantizar su funcionamiento, a menudo integrándose dentro de países cuyo territorio es mucho mayor, lo cual obedece a las necesidades generadas por lo reducido de su territorio. Este es el caso de Mónaco respecto a Francia y de Hong Kong o Macao, cuya soberanía fue entregada a la República Popular China. En el primer caso, aunque el Principado de Mónaco es independiente, depende económicamente y en cuanto a muchos servicios de Francia. En el segundo caso, Macao era una colonia portuguesa y Hong Kong británica, cuya importancia relativa se debía a la función de puerto comercial para la exportación de productos chinos, de manera que estas ciudades eran simplemente una especie de intermediarios comerciales entre China y los demás países.
Esta gran función se ha mantenido, e incluso incrementado, en la actualidad, cuando dichas excolonias pasaron a ser territorio de la República Popular China. En el caso de Hong Kong, donde sus habitantes saben inglés, el provecho para China es por partida doble: pueden mantener un control más efectivo de su comercio y utilizan a los chinos de habla inglesa para organizar su comercio internacional.